# مها بنت محمد الفيصل آل سعود
مها بنت محمد الفيصل آل سعود (1962م - ) روائية، وكاتبة للأطفال، وإحدى أبرز الأديبات السعوديات المعاصرات. أميرة سعودية حفيدة الملك فيصل بن عبد العزيز لثاني أبنائه الأمير محمد الفيصل بن عبد العزيز، وهي باحثة، وناشطة في مجال أدب الطفل.

## الدراسة والعمل

### الدراسة
- تلقت تعليمها العام في مدارس المنارات بجدة.
- حصلت على درجة البكالوريوس من جامعة الملك عبد العزيز، وتخرجت فيها من قسم علم الاجتماع بكلية الآداب عام 1983م.
- حصلت على دورات عدة في الفنون الإسلامية والإدارة.

### العمل
- عملت مدرسة مساعدة لذوي الإعاقة في أيرلندا.
- عملت مدرسة مساعدة لذوي الإعاقة في مركز العون بجدة.
- مديرة لمركز النهضة للتراث.[1]
- مديرة دارة آل فيصل ومساعدة الأمين العام للشؤون العلمية من 2011م إلى 2013م.
- نائب الأمين العام والمشرفة العامة على إدارة البحوث في مركز الملك فيصل للبحوث والدراسات الإسلامية من 2013م إلى 2016م.
- مستشار رئيس مجلس إدارة مركز الملك فيصل للبحوث والدراسات الإسلامية من 2016م إلى 2022م.[2]
- الأمين العام لمركز الملك فيصل للبحوث والدراسات الإسلامية منذ أغسطس 2022م.[3]

### أعمالها الروائية
اكتشف الناقد إحسان عباس الطاقات الإبداعية لمها آل سعود، وشجعها على النشر؛ لأنها كما يرى تمثّل اتجاه جديد في الرواية ، كما يرى كثير من النقاد أن كتاباتها الروائية ضاربة الجذور في قلب الأسطورة العربية، وتنطلق من تلك الأسطورة لتقدم أمثولتها الرمزية للحياة بنماذجها الظاهرة وظواهرها المبطنة. ومن أشهر أعمالها الروائية والقصصية:
- أصدرت رواية (توبة وسُليّى)عام 2003م.
- رواية (سفينة وأميرة الظلال) عام 2003م.
- رواية (طرب) 2010م. وصف أحد النقاد هذه الرواية قائلاً: "إنها قدمت معادلاً أسطوريًا لفلسفتها؛ فهي تبني وايتها من وقائع متحققة في التاريخ حيث اتخذت منها موقف الراصد المعتبر، وانتهت إلى خلاصات معرفية تشكل امتدادا أو تكثيفًا لما خلصت إليه في روايتيها السابقتين".

أما كتابات مها آل سعود في أدب الطفل فهي لم تكتب لهم مثلما تكتب للكبار، بل حرصت على أن تكتب لهم ضمن خصوصية الثقافة العربية الإسلامية، ومن أعمالها في أدب الطفل:
- حبيبتي سارة.
- مرآة سارة.
- أمنية السمكة الذهبية.
- أميرة النهر وبئر السيسرا.
- كليلة ودمنة.
- عندما نامت الغابة (باللغتين العربية والإنجليزية).
- وصدر لها باللغة الإنجليزية فقط:
- شجرة بهزاد.
- الشبح الجائع.
- أريد بيتًا أكبر الآن.

لها في أدب الطفل المترجم: (غلغامش). 

### مؤلفات أخرى
- «أمة على رسلها: تأملات في بلاد العرب»، 2023.[5][6]

## ثقافتها
لمها بنت محمد الفيصل بحث بعنوان: (هل معوقات أدب الطفل معوقات إجرائية؟)، وقد تم نشر البحث ضمن أوراق الملتقى الأول للمثقفين السعوديين في الرياض عام 2004م.
تتحدث مها اللغتين الإنجليزية والفرنسية جيداً، مما جعلها تطلع على التراث العالمي بشكل عميق، وترى مها أن في التراث العربي الإسلامي إشبعًا ؛ لأنه يتميز بالسعة والرفعة والمدى والعمق، فهو يشتمل على اللغة والأدب والتاريخ والفلسفة، وهذا الرأي الذي تراه مها، كان ملفتًا للنقاد حيث أشادوا بكتابات مها، فوصفوا كتاباتها برفعة لغتها ، وأن مفرداتها ومعانيها عبارة عن رمزيات تنبض بالحياة، كما أن كتابتها تحتوي على الرمز والأسطورة والأمثولة والحكاية والغرائبية والتاريخ والتصوف والفلسفة، وكل هذه المحتويات تم تصويرها بشكل خيالي موصل إلى الحقيقة ، فمها آل سعود ترى أن الخيال: (أداة ذات حدين تحيا بالإنسان وتكون حياتها على قدر نضج الإنسان وسعيه للكمال).

## أسلوبها الكتابي
"تذهب مها الفيصل في إبداعها مذهب التحرر والانعتاق، ولذلك تنفي عن نفسها الكتابة من أجل إرضاء النقد والنقَّاد، وتنفي في حواراتها وضع حدود النقاد في حساباتها أو الحصول على جوائز عندما تمارس إبداع الكتابة. وهذه الرؤية للإبداع أتاحت لها التجريب في كتاباتها على مستوى الرواية وأدب الطفل ، وهذا ما جعل أحد النقَّاد يقول عن روايتها الثالثة "طرب": إنها قدمت معادلاً أسطوريًا لفلسفتها؛ فهي تبني روايتها من وقائع متحققة في التاريخ حيث اتخذت منها موثق الراصد المعتبر، وانتهت إلى خلاصات معرفية تشكل امتدادًا أو تكثيفًا لما خلصت إليه في روايتيها السابقتين.
أما في أدب الطفل فهي تكتب لهم، وتعنى بهم، كما لو كانت تكتب للكبار، ورؤيتها في الكتابة لأدب الطفل قدّمتها في دراستها للملتقى الأول للمثقفين السعوديين؛ إذ أشارت إلى ضرورة الكتابة والعناية بأدب الطفل ضمن خصوصية الثقافة العربية الإسلامية.

## وصلات خارجية
- مها الفيصل: تعاملنا مع التراث تعاملا انتهازيا وضيقناه ليصبح على قدر عقولنا
- تحديث الشكل الحكائي على ضوء التصور الإسلامي في رواية (توبة وسُليَّ) لمها محمد الفيصل (*) «1-2»
- تحديث الشكل الحكائي على ضوء التصور الإسلامي في رواية (توبة وسُليَّ) لمها محمد الفيصل «2-2»